# Morti nel 1382
| Questa pagina contiene informazioni ricavate automaticamente dalle voci biografiche con l'ausilio del template Bio e di un bot. L'aggiornamento è periodico e automatico e ricostruisce completamente la pagina. Se manca una persona in questa lista, sei pregato di non aggiungerla, ma accertati piuttosto che la sua voce biografica contenga il template Bio e che i dati anagrafici siano correttamente compilati. Se il template Bio manca, inseriscilo tu stesso o, in alternativa, metti l'avviso {{tmp\|Bio}} che ne segnala la mancanza. Se i dati riportati sono sbagliati, correggi direttamente la voce biografica; le modifiche saranno visibili in questa lista entro pochi giorni. Per chiarimenti vedi il progetto biografie. La lista contiene solo le 30 persone che sono citate nell'enciclopedia e per le quali è stato implementato correttamente il template Bio. Pagina aggiornata al 18 mag 2025. |

- 3 gennaio - Marco Visconti di Parma, nobile (n. 1353)
- 5 gennaio - Filippa Plantageneta, contessa britannica (n. 1355)
- 17 gennaio - Isabella di Baviera, nobile tedesca (n. 1361)
- 23 gennaio - Nicolas de Saint-Saturnin, cardinale francese
- 15 febbraio - William de Ufford, II conte di Suffolk, nobile britannico
- 10 marzo - Caterina Visconti, nobildonna italiana (n. 1342)
- 29 aprile - Cunegonda di Orlamünde, religiosa tedesca (n. 1303)
- 9 maggio - Margherita I di Borgogna, contessa (n. 1309)
- 5 giugno - Andrea Contarini, doge
- 11 luglio - Nicola d'Oresme, matematico, fisico e astronomo francese (n. 1323)
- 27 luglio - Giovanna I di Napoli, regina
- 13 agosto - Eleonora d'Aragona, regina (n. 1358)
- 15 agosto - Kęstutis, sovrano lituano
- 15 agosto - Rainolfo de Monteruc, cardinale francese (n. 1351)
- 10 settembre - Luigi I d'Ungheria, re ungherese (n. 1326)
- 13 ottobre - Pietro II di Cipro, re (n. 1357)
- 16 ottobre - Michele Morosini, doge (n. 1308)
- 4 novembre - John Lyon, lord di Glamis, politico e nobile scozzese
- 27 novembre - Philip van Artevelde, politico fiammingo
- Bernardo II di Werle, principe
- Birutė, nobile lituana
- Giovanni Antonio Caldora, nobile e condottiero italiano
- Federico Corner, imprenditore, politico e diplomatico italiano
- Ludovico I Gonzaga (n. 1334)
- Guglielmo Veneziano, pittore italiano (n. 1353)
- Winrich von Kniprode, nobile tedesco (n. 1310)
- Centurione I Zaccaria, nobile (n. 1336)
- Roberto d'Oderisio, pittore italiano
- Luigi Antonio della Ratta, nobile italiano
- Aimerico VI di Narbona, nobile francese